# Mydaea nitidiventris
Mydaea nitidiventris este o specie de muște din genul Mydaea, familia Muscidae. A fost descrisă pentru prima dată de Ringdahl în anul 1934. Conform Catalogue of Life specia Mydaea nitidiventris nu are subspecii cunoscute.